# Azték ló
Az azték ló egy fiatal tenyésztésű lófajta, származása Mexikó.
Western lovaglásra kiválóan alkalmas. Általában pej. Hosszú távon is kitartó. Előfordul szürke is. A nyári forróságot is kiválóan tűri.

## Története
Az amerikai kontinensre a lovak a spanyol hódítókkal érkeztek. Természetesen ezek nagyrészt ibériai fajtákból (andalúz, lusitano) álltak. Az évszázadok során Közép Amerikából kiindulva népesítették be az egész kontinenset. A hatalmas füves pusztaságok (prérik, pampák) ideális élőhelyet biztosítottak a marhacsordáknak. A lovas pásztorok (vaquerok, charrok) lóhátról végezték munkájukat, amihez erre a célra tenyésztett, képzett lovakat használtak. Ferences szerzetesek alapítottak egyre északabbra missziókat, így  a lovas pásztor kultúra egészen Észak Kaliforniáig terjedt.
A mexikói vaquerok, charrok mindig nagy hangsúlyt fektettek lovaik küllemére, és képzettségére. A helyi kancákat újra és újra friss, tiszta vérű spanyol ménekkel nemesítették. Ilyen módon alakult ki évszázadok alatt a Mexikóra jellemző lófajta.
Noha a fajta története hosszú múltra tekint vissza, az aztéka hivatalos törzskönyvezése és tudatos tenyésztése csak az 1970-es években kezdődött. Don Antonio Spanyolországból importált andalúz méneket majd quarter és criollo vérvonalú kancákkal keresztezte őket, a cél egy új versenyló kitenyésztése volt. Az azték ló a quarter horse (vagy crillo) és az tiszta vérű spanyol ló (vagy lusitano) keresztezéséből létrejött fajta. A különböző arányokat A, B, C, D betűkkel jelölik. 1982-től a mexikói Mezőgazdasági Minisztérium külön tartja nyilván az azték lovakat.
Az USA-ban a mexikói törzskönyvet és tenyésztőket tiszteletben tartva "Amrican Azteca" fajtaként regisztrálják az azték lovat. Egyetlen jelentős különbségként a foltos quarter horse (Paint Horse) is megengedett a tenyésztésben.

## Jellemzői
Az azték ló, melegvérű lófajta. A kancák feje közepes méretű, a méneké valamivel erőteljesebb. Az orrhát egyenes, kissé domború. A szemek kifejezők és élénkek. Háta nagyon rövid, egyenes és erős. Lábai izmosak, ízületei erősek. A kifejlett kancák marmagassága 142–152 cm, míg a méneké 144–156 cm. Az azték ló szőre selymes, dús erős sörényű. Minden szín megengedett, de a pöttyös lovakat és az albínókat nem veszik fel a fajtakönyvbe.

## Hasznosítása
Méltóságteljes mozgása és könnyű megülhetősége miatt díjlovaglásra is használják. De használják még western versenyszámokban, és egyes példányok kiváló ugrók is. A cowboy dressage egy új, az aztéka számára ideális versenyszám. Lovaspólóra is kiválóan alkalmas. Mexikóban, Spanyolországban a lovas bikaviadalokon a rojeadorok előszeretettel használják a fajtát a kiemelkedő fordulékonyság és erőteljes "cow sense" (marha terelő ösztön) miatt.   

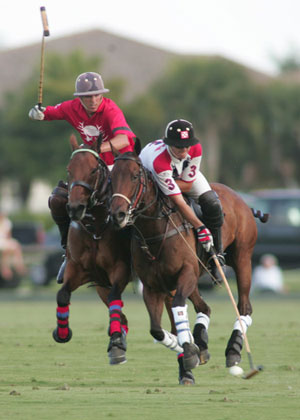
Lovaspóló